# Süntel
Le Süntel est un massif montagneux allemand de la Basse-Saxe, faisant partie du Weserbergland.
Le Süntel constitue l'extension orientale des Wesergebirge : il s'étend sur 12 km du nord-ouest au sud-est et culmine à 440 mètres d'altitude. Il est entouré par les vallées de l'Aue, de Deister-Süntel et de la Weser.
C'est dans le Süntel, sur le plateau du Dachtelfeld, que les Saxons de Widukind alliés aux Sorabes remportent une victoire sur la cavalerie franque en 782. La résistance saxonne est écrasée la même année par Charlemagne à Verden.
Un peuplement d'arbres remarquables, des hêtres tortillards (Fagus sylvatica var. tortuosa), est connu et entretenu dans ce massif.